# Liga Nacional de Básquetbol 2023 (Chile)
La Temporada 2023 de la Liga UNO Mundo by Cecinas Llanquihue presentada por 1xBET fue la decimotercera de la historia de la competición chilena de básquetbol. El campeonato comenzó el 13 de enero de 2023 con una formato de todos contra todos en partidos a ida y vuelta, dando paso a los playoffs las primeras semanas del mes de junio, donde entrarán los primeros ocho equipos de la tabla.
Además se dejó establecido por primera vez que cada institución deberá contar obligatoriamente con dos extranjeros en su plantilla, con la opción de contar con uno extra de manera optativa.
Durante la semana 12 de competencia, el club ABTemuco tomó la decisión de retirarse de la competencia, esto ante el nulo apoyo municipal.
La liga llegó a su fin el sábado 16 de julio coronando a Universidad de Concepción como tricampeón del basquetbol nacional, siendo el primero en Liga UNO y el primero en Chile desde 2009, cuando Liceo Mixto lo consiguiera.

## Sistema de campeonato

### Temporada regular
Los 15 equipos participantes jugarán todos contra todos en dos ruedas. Los que finalicen en los primeros 8 puestos clasificarán a play-offs.

### Play-offs
Los 8 equipos clasificados jugarán cuartos de final, los ganadores pasarán a semifinales. Dichos ganadores se ordenan según la tabla de posiciones de la fase regular enfrentándose el 1 vs 4 y 2 vs 3. Ambas instancias se disputarán a 5 partidos.

### Finales
Los 2 equipos finalistas definirán al campeón de la Liga en una llave al mejor de 7 partidos.

## Ascensos y descensos
| Pos.        | Equipos ascendidos         |
| ----------- | -------------------------- |
| Liga DOS    | Español de Osorno          |
| Reintegrado | Santiago Morning Quilicura |

| Equipos descendidos de la Liga Nacional de Básquetbol 2022 |
| ---------------------------------------------------------- |
| No hubo                                                    |

## Equipos participantes
| Nombre                     | Ciudad       | Gimnasio                                           | Capacidad     | Entrenador           | Proveedor     | Auspiciador                   |
| -------------------------- | ------------ | -------------------------------------------------- | ------------- | -------------------- | ------------- | ----------------------------- |
| Colegio Los Leones         | Quilpué      | Gimnasio Colegio Los Leones                        | 800           | José Ángel Samaniego | Playmaker     | Knop Laboratorios             |
| Santiago Morning Quilicura | Quilicura    | Gimnasio Municipal de Quilicura                    | 800           | Gustavo Noria        | KS7           | Latamwin                      |
| Universidad Católica       | Santiago     | Edificio de Deportes UC                            | 1.500         | Bernardo Murphy      | Macron        | CMPC                          |
| Municipal Puente Alto      | Puente Alto  | Gimnasio Municipal de Puente Alto                  | 1.500         | Pablo Ares           | Playoff       | CMPC                          |
| CD Tinguiririca SF         | San Fernando | Estadio Municipal Techado de San Fernando          | 1.500         | Pablo Gatica         | Zeus-Sport    | Buses Andimar                 |
| Español de Talca           | Talca        | Gimnasio Regional                                  | 4.500         | Luis Nicoletti       | Zeus-Sport    | Mayorista DyL                 |
| Universidad de Concepción  | Concepción   | Casa del Deporte                                   | 2.000         | Cipriano Núñez       | Live PRO      | Mundo                         |
| AB Temuco                  | Temuco       | Olímpico UFRO/ G. Municipal B. O'Higgins           | 3.200 / 2.000 | Jorge Delgado        | Kaif Deportes | Municipalidad de Temuco       |
| Las Ánimas de Valdivia     | Valdivia     | Gimnasio de Las Ánimas / Coliseo Antonio Azurmendy | 1.000 / 5.000 | Jorge Luis Alvárez   | Spearhead     | Aserradero El Arenal          |
| Club Deportivo Valdivia    | Valdivia     | Coliseo Municipal Antonio Azurmendy                | 5.000         | Gabriel Schamberger  | Live PRO      | CMPC                          |
| Español de Osorno          | Osorno       | Gimnasio Monumental María Gallardo                 | 5.500         | Marcelo Macías       | Playoff       | Bonisimo                      |
| Atlético Puerto Varas      | Puerto Varas | Gimnasio Fiscal de Puerto Varas                    | 1.300         | Patricio Robles INT  | Evensport     | Cecinas Llanquihue            |
| CEB Puerto Montt           | Puerto Montt | Gimnasio Municipal de Puerto Montt                 | 2.000         | Johao Tapia          | Imtex         | Municipalidad de Puerto Montt |
| ABA Ancud                  | Ancud        | Gimnasio Fiscal de Ancud                           | 2.500         | José Luis Pisani     | A'S           | Conservas Angelmó             |
| Deportes Castro            | Castro       | Gimnasio Fiscal de Castro                          | 1.500         | Damián Gamarra       | Playoff       | Naviera Ulloa                 |

### Cambios de entrenador
| Equipo                | Entrenador        | Período          |
| --------------------- | ----------------- | ---------------- |
| AB Temuco             | Diego Martínez    | 1.° - 11.°       |
| AB Temuco             | Jorge Delgado     | 12.° - 18.°      |
| Español de Talca      | Claudio Lavín     | 1.° - 11.°       |
| Español de Talca      | Luis Nicoletti    | 12.° en adelante |
| Atlético Puerto Varas | Leonardo Monsalve | 1.° - 14.°       |
| Atlético Puerto Varas | Patricio Robles   | 15.° en adelante |

### Jugadores extranjeros
Todos los equipos pueden registrar como 2 jugadores extranjeros y pueden optar a un tercer jugador, según las bases de la liga. Durante el transcurso de la competición pueden realizar 5 cambios de jugador. En negrita los jugadores extranjeros que terminaron la temporada con sus clubes.
| Club                       | Jugador 1               | Jugador 2              | Jugador 3             | Jugador 4             | Jugador 5        | Jugador 6          | Jugador 7          | Jugador 8       |
| -------------------------- | ----------------------- | ---------------------- | --------------------- | --------------------- | ---------------- | ------------------ | ------------------ | --------------- |
| Colegio Los Leones         | Markus Kennedy          | Jon-Christopher Fuller | Emmitt Holt           | Sergio Mijares        | Tyrone Lee       | Eric Kibi          | James Weatherspoon | Romeao Ferguson |
| Santiago Morning Quilicura | Chris Perry             | Dishon Lowery          | Facundo Gago          | Adriano Barreras      | Shanon Fowler    | Jean Carlos Vargas | Alejo Montes       |                 |
| Universidad Católica       | Emmanuel Payton-Clottey | Antoine Robinson       | Andre Pierce          | Anthony Cameron       |                  |                    |                    |                 |
| Municipal Puente Alto      | Dennis McKinney         | Marquez Letcher-Ellis  | Nicolás Borsellino    | Kevin Holston         | Anthony Danridge |                    |                    |                 |
| CD Tinguiririca SF         | Ángel Ibáñez            | Hanner Mosquera        | Ángel Galaviz         |                       |                  |                    |                    |                 |
| Español de Talca           | Fabricio Cabañas        | Nicolás Giménez        | Davon Haynes          | Kaleb Vaughn          | Ja'keem Yates    |                    |                    |                 |
| Universidad de Concepción  | Jerry Evans             | Miles Bowman           | Bradon Cortez Walters | Reyshawn Terry        |                  |                    |                    |                 |
| AB Temuco                  | Martín Perdomo          | Diego Dias Silva       | Jeremy Ireland        |                       |                  |                    |                    |                 |
| Las Ánimas de Valdivia     | Cristian Amicucci       | Christian Schoppler    | Arnold Louis          | Nicolás de los Santos | Alexandre Ludwig | Justin Satchell    | Alexis Anell       | Shawn Glover    |
| CD Valdivia                | Juan Manuel Rivero      | Nicolás Ferreyra       | Roquez Johnson        | Nicholas Wadell       |                  |                    |                    |                 |
| Español de Osorno          | Nicolás Zurschmitten    | DeAndre Daniels        | Marco Luchi           | Xavier White          | Rodrigo Acuña    | Bernardo Polanco   | Anthony Lee        |                 |
| Atlético Puerto Varas      | Tomás Rossi             | Martín Trelles         | Pedro da Silva        | Pedro Martis Batista  | Cameron Naylor   | Rasheed Worrell    | Pablo Rivas        |                 |
| CEB Puerto Montt           | Martín Chervo           | Reggie Baker           | Josh Morris           | Facundo González      |                  |                    |                    |                 |
| ABA Ancud                  | Rodrigo Gallegos        | Stephen Maxwell        | Tavrion Dawson        | Lucas Arn             | Rakim Brown      |                    |                    |                 |
| Deportes Castro            | Sean Lloyd              | Bryan Carabalí         | Esteban Cantarutti    | Eric Lovett           |                  |                    |                    |                 |

## Clasificación nacional
Clave: Pts: Puntos; PJ: Partidos jugados; PG: Partidos ganados; PP: Partidos Perdidos.

### Fase Nacional
- Actualizado el 7 de mayo de 2023. Fuente:[6]

- ** Sancionados con 2 puntos y derrota por 20-0. Fuente:[7]

- *** Sancionados con puntos por no contar con el mínimo de jugadores extranjeros permitidos. Fuente:[8]

- ABTemuco decidió retirarse de la competencia. Fuente:[9]

- Santiago Morning fue descendido administrativamente una vez finalizada la competencia.

| Pos | Equipo                    | Pts | PJ | PG | PP |
| --- | ------------------------- | --- | -- | -- | -- |
| 1   | Universidad de Concepción | 49  | 26 | 23 | 3  |
| 2   | Colegio Los Leones        | 47  | 26 | 21 | 5  |
| 3   | Puente Alto               | 43  | 26 | 17 | 9  |
| 4   | CD Valdivia               | 42  | 26 | 16 | 10 |
| 5   | ABA Ancud **              | 42  | 26 | 18 | 8  |
| 6   | CD Las Animas             | 41  | 26 | 15 | 11 |
| 7   | Español de Osorno         | 40  | 26 | 14 | 12 |
| 8   | Deportes Castro           | 40  | 26 | 14 | 12 |
| 9   | Santiago Morning          | 39  | 26 | 13 | 13 |
| 10  | Universidad Católica      | 34  | 26 | 8  | 18 |
| 11  | Atlético Puerto Varas **  | 33  | 26 | 9  | 17 |
| 12  | CEB Puerto Montt          | 32  | 26 | 7  | 19 |
| 13  | Español de Talca          | 31  | 26 | 5  | 21 |
| 14  | Tinguiririca SF ***       | 26  | 26 | 2  | 24 |
| 15  | AB Temuco                 | 0   | 0  | 0  | 0  |

En negrita y en verde los clasificados a los play-offs.

## Playoffs por el título
|  | Cuartos de final | Cuartos de final   | Cuartos de final | Cuartos de final   | Cuartos de final | Cuartos de final | Cuartos de final |                  |    | Semifinales        | Semifinales | Semifinales | Semifinales | Semifinales | Semifinales |   |                  | Final | Final | Final | Final | Final | Final | Final |  |
|  |                  |                    |                  |                    |                  |                  |                  |                  |    |                    |             |             |             |             |             |   |                  |       |       |       |       |       |       |       |  |
|  |                  |                    |                  |                    |                  |                  |                  |                  |    |                    |             |             |             |             |             |   |                  |       |       |       |       |       |       |       |  |
|  | 1                | U. de Concepción   | 80               | 97                 | 84               |                  |                  |                  |    |                    |             |             |             |             |             |   |                  |       |       |       |       |       |       |       |  |
|  | 1                | U. de Concepción   | 80               | 97                 | 84               |                  |                  |                  |    |                    |             |             |             |             |             |   |                  |       |       |       |       |       |       |       |  |
|  | 8                | Deportes Castro    | 74               | 64                 | 76               |                  |                  |                  |    |                    |             |             |             |             |             |   |                  |       |       |       |       |       |       |       |  |
|  | 8                | Deportes Castro    | 74               | 64                 | 76               |                  | 1                | U. de Concepción | 77 | 86                 | 97          | 90          |             |             |             |   |                  |       |       |       |       |       |       |       |  |
|  |                  |                    |                  |                    |                  |                  |                  | U. de Concepción | 77 | 86                 | 97          | 90          |             |             |             |   |                  |       |       |       |       |       |       |       |  |
|  |                  |                    | 6                | Las Ánimas         | 89               | 75               | 68               | 81               |    |                    |             |             |             |             |             |   |                  |       |       |       |       |       |       |       |  |
|  | 3                | Puente Alto        | 6                | Las Ánimas         | 89               | 75               | 68               | 81               | 76 | 65                 | 74          | 62          |             |             |             |   |                  |       |       |       |       |       |       |       |  |
|  | 3                | Puente Alto        |                  |                    |                  |                  |                  |                  |    |                    | 74          | 62          |             |             |             |   |                  |       |       |       |       |       |       |       |  |
|  | 6                | Las Ánimas         | 70               | 87                 | 77               | 69               |                  |                  |    |                    |             |             |             |             |             |   |                  |       |       |       |       |       |       |       |  |
|  | 6                | Las Ánimas         | 70               | 87                 | 77               | 69               |                  |                  |    |                    |             |             |             |             |             | 1 | U. de Concepción | 85    | 86    | 73    | 88    | 74    |       |       |  |
|  |                  |                    |                  |                    |                  |                  |                  |                  |    |                    |             |             |             |             |             | 1 | U. de Concepción | 85    | 86    | 73    | 88    | 74    |       |       |  |
|  |                  |                    | 2                | Colegio Los Leones | 65               | 88               | 64               | 74               | 72 |                    |             |             |             |             |             |   |                  |       |       |       |       |       |       |       |  |
|  | 2                | Colegio Los Leones | 2                | Colegio Los Leones | 65               | 88               | 64               | 74               | 72 | 71                 | 74          | 72          | 62          | 78          |             |   |                  |       |       |       |       |       |       |       |  |
|  | 2                | Colegio Los Leones |                  |                    |                  |                  |                  |                  |    |                    | 74          | 72          | 62          | 78          |             |   |                  |       |       |       |       |       |       |       |  |
|  | 7                | Español de Osorno  | 69               | 76                 | 68               | 72               | 67               |                  |    |                    |             |             |             |             |             |   |                  |       |       |       |       |       |       |       |  |
|  | 7                | Español de Osorno  | 69               | 76                 | 68               | 72               | 67               |                  | 2  | Colegio Los Leones | 75          | 79          | 74          | 94          |             |   |                  |       |       |       |       |       |       |       |  |
|  |                  |                    |                  |                    |                  |                  |                  |                  | 2  | Colegio Los Leones | 75          | 79          | 74          | 94          |             |   |                  |       |       |       |       |       |       |       |  |
|  |                  |                    | 4                | CD Valdivia        | 70               | 61               | 92               | 84               |    |                    |             |             |             |             |             |   |                  |       |       |       |       |       |       |       |  |
|  | 4                | CD Valdivia        | 4                | CD Valdivia        | 70               | 61               | 92               | 84               | 93 | 84                 | 82          | 91          | 99          |             |             |   |                  |       |       |       |       |       |       |       |  |
|  | 4                | CD Valdivia        |                  |                    |                  |                  |                  |                  |    |                    | 82          | 91          | 99          |             |             |   |                  |       |       |       |       |       |       |       |  |
|  | 5                | ABA Ancud          | 74               | 102                | 82               | 63               | 85               |                  |    |                    |             |             |             |             |             |   |                  |       |       |       |       |       |       |       |  |
|  | 5                | ABA Ancud          | 74               | 102                | 82               | 63               | 85               |                  |    |                    |             |             |             |             |             |   |                  |       |       |       |       |       |       |       |  |
|  |                  |                    |                  |                    |                  |                  |                  |                  |    |                    |             |             |             |             |             |   |                  |       |       |       |       |       |       |       |  |

## Cuartos de final

### 1Universidad de Concepción vs8Deportes Castro
| 14 de mayo de 2023 Partido 1 | Universidad de Concepción                                   | 80–66 (Series: 1-0)                   | Deportes Castro                                                     | Concepción |  |  |
| 20:30                        | Parciales: 20-12, 21-21, 16-13, 23-20                       | Parciales: 20-12, 21-21, 16-13, 23-20 | Parciales: 20-12, 21-21, 16-13, 23-20                               | |  |  |
|                              | Estadísticas J. Evans 24 J. Evans 11 D. Silva 5 J. Evans 23 | Reporte Pts Reb Asts Val              | Estadísticas 18 S. Lloyd 6 B. Carabalí 2 R. Cardenas 17 B. Carabalí | Pabellón: Casa del Deporte Árbitros: Felipe Ibarra (CR) Raúl Aguilar (1) Andrés Morales (2) Televisión: CDO Premium |  |  |
| UdeC lidera la serie, 1-0.   |                                                             |                                       |                                                                     | |  |  |
|                              |                                                             |                                       |                                                                     | |  |  |

| 15 de mayo de 2023 Partido 2 | Universidad de Concepción                                       | 97–70 (Series: 2-0)                   | Deportes Castro                                                          | Concepción |  |  |
| 19:00                        | Parciales: 22-16, 24-23, 25-17, 26-14                           | Parciales: 22-16, 24-23, 25-17, 26-14 | Parciales: 22-16, 24-23, 25-17, 26-14                                    | |  |  |
|                              | Estadísticas K. Rubio 20 M. Bowman 16 E. Luzcando 5 M Bowman 31 | Pts Reb Asts Val                      | Estadísticas 12 B. Carabalí 6 G. Hermosilla 3 R. Cardenas 19 B. Carabalí | Pabellón: Casa del Deporte Árbitros: Sebastián Negrón (CR) Brayan Castro (1) Rodrigo Robles (2) Televisión: lnbchile.tv |  |  |
| UdeC lidera la serie, 2-0.   |                                                                 |                                       |                                                                          | |  |  |
|                              |                                                                 |                                       |                                                                          | |  |  |

| 21 de mayo de 2023 Partido 3 | Deportes Castro                                                  | 76–84 (Series: 0-3)                  | Universidad de Concepción                                       | Castro |  |  |
| 19:00                        | Parciales: 9-22, 17-26, 27-19, 23-17                             | Parciales: 9-22, 17-26, 27-19, 23-17 | Parciales: 9-22, 17-26, 27-19, 23-17                            | |  |  |
|                              | Estadísticas B. Carabalí 21 L. Mérida 7 G. Diaz 4 B. Carabalí 25 | Reporte Pts Reb Asts Val             | Estadísticas 35 M. Bowman 14 J. Evans 8 E.Luzcando 32 M. Bowman | Pabellón: Gimnasio Fiscal de Castro Asistencia: 1500 espectadores Árbitros: Enzo Fernádez (CR) Raúl Aguilar (1) Samuel Romero (2) Televisión: lnbchile.tv |  |  |
| UdeC gana la serie, 3-0.     |                                                                  |                                      |                                                                 | |  |  |
|                              |                                                                  |                                      |                                                                 | |  |  |

### 2Colegio Los Leones vs7Español de Osorno
| 14 de mayo de 2023 Partido 1 | Colegio Los Leones                                               | 71–69 (Series: 1-0)                   | Español de Osorno                                                        | Quilpué |  |  |
| 18:30                        | Parciales: 12-11, 20-20, 17-21, 22-17                            | Parciales: 12-11, 20-20, 17-21, 22-17 | Parciales: 12-11, 20-20, 17-21, 22-17                                    | |  |  |
|                              | Estadísticas R. Ferguson 16 M. Kennedy 18 D. Jones 4 D. Jones 19 | Reporte Pts Reb Asts Val              | Estadísticas 26 D. Daniels 16 D. Daniels 5 N. Zurschmitten 24 D. Daniels | Pabellón: El Cubil Árbitros: Enzo Fernández (CR) Christian Epoz (1) Pablo Mardones (2) Televisión: lnbchile.tv |  |  |
| Leones lidera la serie, 1-0. |                                                                  |                                       |                                                                          | |  |  |
|                              |                                                                  |                                       |                                                                          | |  |  |

| 15 de mayo de 2023 Partido 2 | Colegio Los Leones                                            | 74–76 (Series: 1-1)                  | Español de Osorno                                                    | Quilpué |  |  |
| 20:30                        | Parciales: 24-16, 9-16, 23-25, 18-19                          | Parciales: 24-16, 9-16, 23-25, 18-19 | Parciales: 24-16, 9-16, 23-25, 18-19                                 | |  |  |
|                              | Estadísticas D. Jones 20 M. Kennedy 10 D. Jones 7 D. Jones 21 | Reporte Pts Reb Asts Val             | Estadísticas 28 H. Gomez 10 D. Daniels 4 N. Zurschmitten 28 H. Gomez | Pabellón: El Cubil Árbitros: Claudio Osorio (CR) Alvaro Tudela (1) Miguel Bravo (2) Televisión: CDO Premium |  |  |
| Serie empatada, 1-1.         |                                                               |                                      |                                                                      | |  |  |
|                              |                                                               |                                      |                                                                      | |  |  |

| 21 de mayo de 2023 Partido 3 | Español de Osorno                                                         | 68–72 (Series: 1-2)                  | Colegio Los Leones                                                | Osorno |  |  |
| 20:30                        | Parciales: 36-12, 7-28, 11-16, 14-16                                      | Parciales: 36-12, 7-28, 11-16, 14-16 | Parciales: 36-12, 7-28, 11-16, 14-16                              | |  |  |
|                              | Estadísticas C. Lauler 19 M. Luchi 9 N. Zurschmitten 5 N. Zurschmitten 20 | Reporte Pts Reb Asts Val             | Estadísticas 18 D. Jones 14 M. Kennedy 4 M. Kennedy 28 M. Kennedy | Pabellón: Gimnasio Monumental María Gallardo Asistencia: 3000 espectadores Árbitros: Felipe Ibarra (CR) Álex Morales (1) Mariajesus González (2) Televisión: lnbchile.tv |  |  |
| Leones lidera la serie, 2-1. |                                                                           |                                      |                                                                   | |  |  |
|                              |                                                                           |                                      |                                                                   | |  |  |

| 22 de mayo de 2023 Partido 4 | Español de Osorno                                                 | 72–62 (Series: 2-2)                  | Colegio Los Leones                                               | Osorno |  |  |
| 20:30                        | Parciales: 19-23, 18-17, 20-8, 15-14                              | Parciales: 19-23, 18-17, 20-8, 15-14 | Parciales: 19-23, 18-17, 20-8, 15-14                             | |  |  |
|                              | Estadísticas D. Daniels 28 D. Daniels 10 R. Muñoz 4 D. Daniels 29 | Reporte Pts Reb Asts Val             | Estadísticas 19 M. Kennedy 12 M. Kennedy 6 B. Amor 27 M. Kennedy | Pabellón: Gimnasio Monumental María Gallardo Asistencia: 2800 espectadores Árbitros: Sebastián Negrón (CR) Miguel Bravo (1) Carla Vargas (2) Televisión: lnbchile.tv |  |  |
| Serie empatada, 2-2.         |                                                                   |                                      |                                                                  | |  |  |
|                              |                                                                   |                                      |                                                                  | |  |  |

| 27 de mayo de 2023 Partido 5 | Colegio Los Leones                                                | 78–67 (Series: 3-2)                  | Español de Osorno                                                      | Quilpué |  |  |
| 18:30                        | Parciales: 19-19, 21-9, 13-19, 25-20                              | Parciales: 19-19, 21-9, 13-19, 25-20 | Parciales: 19-19, 21-9, 13-19, 25-20                                   | |  |  |
|                              | Estadísticas M. Kennedy 23 M. Kennedy 18 D. Jones 6 M. Kennedy 33 | Reporte Pts Reb Asts Val             | Estadísticas 23 C. Lauler 13 D. Daniels 6 N. Zurschmitten 22 C. Lauler | Pabellón: El Cubil Árbitros: Felipe Ibarra (CR) Sebastián Negrón (1) Mariajesus González (2) Televisión: lnbchile.tv |  |  |
| Leones gana la serie, 3-2.   |                                                                   |                                      |                                                                        | |  |  |
|                              |                                                                   |                                      |                                                                        | |  |  |

### 3Puente Alto vs6Las Ánimas
| 12 de mayo de 2023 Partido 1      | Puente Alto                                                                            | 76–70 (Series: 1-0)                   | Las Ánimas                                                       | La Cisterna |  |  |
| 19:00                             | Parciales: 14-20, 19-13, 32-16, 11-21                                                  | Parciales: 14-20, 19-13, 32-16, 11-21 | Parciales: 14-20, 19-13, 32-16, 11-21                            | |  |  |
|                                   | Estadísticas M. Letcher-Ellis 17 M. Letcher-Ellis 16 E. Carrasco 6 M. Letcher-Ellis 21 | Reporte Pts Reb Asts Val              | Estadísticas 26 A. Vergara 16 C. Amicucci 3 D. Low 25 A. Vergara | Pabellón: Club Brisas Árbitros: Sebastian Negrón (CR) Miguel Bravo (1) Mariajesús González (2) Televisión: lnbchile.tv |  |  |
| Puente Alto lidera la serie, 1-0. |                                                                                        |                                       |                                                                  | |  |  |
|                                   |                                                                                        |                                       |                                                                  | |  |  |

| 13 de mayo de 2023 Partido 2 | Puente Alto                                                                        | 65–87 (Series: 1-1)                  | Las Ánimas                                                          | La Cisterna |  |  |
| 18:00                        | Parciales: 21-20, 17-23, 9-23, 18-21                                               | Parciales: 21-20, 17-23, 9-23, 18-21 | Parciales: 21-20, 17-23, 9-23, 18-21                                | |  |  |
|                              | Estadísticas M. Letcher-Ellis 14 M. Letcher-Ellis 12 J. Pino 4 M. Letcher-Ellis 20 | Reporte Pts Reb Asts Val             | Estadísticas 25 S. Glover 13 C. Amicucci 8 A. Vergara 27 A. Vergara | Pabellón: Club Brisas Árbitros: Claudio Osorio (CR) Christian Espoz (1) Álvaro Hermosilla (2) Televisión: lnbchile.tv |  |  |
| Serie empatada, 1-1.         |                                                                                    |                                      |                                                                     | |  |  |
|                              |                                                                                    |                                      |                                                                     | |  |  |

| 19 de mayo de 2023 Partido 3     | Las Ánimas                                                      | 77–74 (Series: 2-1)                   | Puente Alto                                                            | Valdivia |  |  |
| 19:00                            | Parciales: 22-19, 18-23, 19-13, 18-19                           | Parciales: 22-19, 18-23, 19-13, 18-19 | Parciales: 22-19, 18-23, 19-13, 18-19                                  | |  |  |
|                                  | Estadísticas A. Louis 31 A. Louis 11 C. Schoppler 6 A. Louis 30 | Reporte Pts Reb Asts Val              | Estadísticas 15 R. Muñoz 10 M. Letcher-Ellis 9 J.Pino 20 N. Borsellino | Pabellón: Coliseo Municipal de Valdivia Asistencia: 850 espectadores Árbitros: Felipe Ibarra (CR) Rodrigo Oliveros (1) Carla Vargas (2) Televisión: lnbchile.tv |  |  |
| Las Ánimas lidera la serie, 2-1. |                                                                 |                                       |                                                                        | |  |  |
|                                  |                                                                 |                                       |                                                                        | |  |  |

| 20 de mayo de 2023 Partido 4   | Las Ánimas                                                     | 69–62 (Series: 3-1)                  | Puente Alto                                                     | Valdivia |  |  |
| 20:30                          | Parciales: 19-18, 11-21, 22-16, 17-7                           | Parciales: 19-18, 11-21, 22-16, 17-7 | Parciales: 19-18, 11-21, 22-16, 17-7                            | |  |  |
|                                | Estadísticas A. Louis 23 A. Louis 10 C. Shoppler 9 A. Louis 28 | Reporte Pts Reb Asts Val             | Estadísticas 17 M. Letcher-Ellis 4 R. Muñoz 30 M. Letcher-Ellis | Pabellón: Coliseo Municipal de Valdivia Asistencia: 850 espectadores Árbitros: Sebastián Negrón (CR) Raúl Aguilar (1) Mauricio Silva (2) Televisión: CDO Premium |  |  |
| Las Ánimas gana la serie, 3-1. |                                                                |                                      |                                                                 | |  |  |
|                                |                                                                |                                      |                                                                 | |  |  |

### 4CD Valdivia vs5ABA Ancud
| 12 de mayo de 2023 Partido 1 | CD Valdivia                                                        | 93–74 (Series: 1-0)                   | ABA Ancud                                                              | Valdivia |  |  |
| 21:00                        | Parciales: 27-11, 25-25, 24-19, 17-13                              | Parciales: 27-11, 25-25, 24-19, 17-13 | Parciales: 27-11, 25-25, 24-19, 17-13                                  | |  |  |
|                              | Estadísticas N. Ferreyra 24 G. Isla 7 N. Ferreyra 6 N. Ferreyra 32 | Reporte Pts Reb Asts Val              | Estadísticas 16 R. Gallegos 7 R. Gallegos 5 R. Gallegos 21 R. Gallegos | Pabellón: Coliseo Municipal de Valdivia Asistencia: 2700 espectadores Árbitros: Enzo Fernádez (CR) Raúl Aguilar (1) Brayan Castro (2) Televisión: lnbchile.tv |  |  |
| CDV lidera la serie, 1-0.    |                                                                    |                                       |                                                                        | |  |  |
|                              |                                                                    |                                       |                                                                        | |  |  |

| 13 de mayo de 2023 Partido 2 | CD Valdivia                                                        | 84–102 (Series: 1-1)                  | ABA Ancud                                                              | Valdivia |  |  |
| 20:00                        | Parciales: 20-19, 23-28, 22-35, 19-20                              | Parciales: 20-19, 23-28, 22-35, 19-20 | Parciales: 20-19, 23-28, 22-35, 19-20                                  | |  |  |
|                              | Estadísticas R. Johnson 17 R. Johnson 14 M. Ugalde 4 R. Johnson 21 | Reporte Pts Reb Asts Val              | Estadísticas 22 S. Maxwell 13 R. Gallegos 8 R. Gallegos 25 R. Gallegos | Pabellón: Coliseo Municipal de Valdivia Asistencia: 3000 espectadores Árbitros: Rodrigo Oliveros (CR) Álvaro Tudela (1) Eric Navarrete (2) Televisión: lnbchile.tv |  |  |
| Serie empatada, 1-1.         |                                                                    |                                       |                                                                        | |  |  |
|                              |                                                                    |                                       |                                                                        | |  |  |

| 19 de mayo de 2023 Partido 3 | ABA Ancud                                                           | 88–82 (Series: 2-1)                   | CD Valdivia                                                           | Ancud |  |  |
| 20:30                        | Parciales: 19-21, 20-16, 30-24, 19-21                               | Parciales: 19-21, 20-16, 30-24, 19-21 | Parciales: 19-21, 20-16, 30-24, 19-21                                 | |  |  |
|                              | Estadísticas S. Maxwell 31 P. Barraza 9 R. Gallegos 7 S. Maxwell 29 | Reporte Pts Reb Asts Val              | Estadísticas 18 F. Martinez 7 J. del Solar 4 J. Rivero 18 F. Martinez | Pabellón: Gimnasio Fiscal de Ancud Asistencia: 2500 espectadores Árbitros: Sebastián Negrón (CR) Mauricio Silva (1) Samuel Romero (2) Televisión: CDO Premium |  |  |
| Ancud lidera la serie, 2-1.  |                                                                     |                                       |                                                                       | |  |  |
|                              |                                                                     |                                       |                                                                       | |  |  |

| 20 de mayo de 2023 Partido 4 | ABA Ancud                                                            | 63–91 (Series: 2-2)                  | CD Valdivia                                                 | Ancud |  |  |
| 19:00                        | Parciales: 24-22, 12-26, 18-18, 9-25                                 | Parciales: 24-22, 12-26, 18-18, 9-25 | Parciales: 24-22, 12-26, 18-18, 9-25                        | |  |  |
|                              | Estadísticas S. Maxwell 21 S. Maxwell 10 R. Gallegos 4 S. Maxwell 28 | Reporte Pts Reb Asts Val             | Estadísticas 23 G. Isla 15 G. Isla 5 N. Ferreyra 35 G. Isla | Pabellón: Gimnasio Fiscal de Ancud Asistencia: 2500 espectadores Árbitros: Felipe Ibarra (CR) Enzo Fernández (1) Álex Morales (2) Televisión: lnbchile.tv |  |  |
| Serie empatada, 2-2.         |                                                                      |                                      |                                                             | |  |  |
|                              |                                                                      |                                      |                                                             | |  |  |

| 27 de mayo de 2023 Partido 5 | CD Valdivia                                                          | 99–85 (Series: 3-2)                   | ABA Ancud                                                         | Valdivia |  |  |
| 20:30                        | Parciales: 32-16, 20-22, 23-17, 24-30                                | Parciales: 32-16, 20-22, 23-17, 24-30 | Parciales: 32-16, 20-22, 23-17, 24-30                             | |  |  |
|                              | Estadísticas R. Johnson 26 R. Johnson 12 N. Ferreyra 7 R. Johnson 32 | Reporte Pts Reb Asts Val              | Estadísticas 27 T. Dawson 7 R. Armijo 5 R. Gallegos 27 S. Maxwell | Pabellón: Coliseo Municipal de Valdivia Asistencia: 3000 espectadores Árbitros: Claudio Osorio (CR) Raúl Aguilar (1) Cristian Epoz (2) Televisión: CDO Premium |  |  |
| CDV gana la serie, 3-2.      |                                                                      |                                       |                                                                   | |  |  |
|                              |                                                                      |                                       |                                                                   | |  |  |

## Semifinales

### 1Universidad de Concepción vs6CD Las Ánimas
| 1 de junio de 2023 Partido 1    | Universidad de Concepción                                        | 77–89 (Series: 0-1)                  | Las Ánimas                                                           | Concepción |  |  |
| 20:30                           | Parciales: 24-28, 9-21, 21-23, 23-17                             | Parciales: 24-28, 9-21, 21-23, 23-17 | Parciales: 24-28, 9-21, 21-23, 23-17                                 | |  |  |
|                                 | Estadísticas M. Bowman 21 M. Bowman 7 S. Carrasco 6 M. Bowman 19 | Reporte Pts Reb Asts Val             | Estadísticas 29 C. Amicucci 13 C. Amicucci 6 A. Louis 39 C. Amicucci | Pabellón: Casa del Deporte Árbitros: Felipe Ibarra (CR) Miguel Bravo (1) Rodrigo Oliveros (2) Televisión: CDO Premium lnbchile.tv |  |  |
| Las Ánimas lidera la serie, 0-1 |                                                                  |                                      |                                                                      | |  |  |
|                                 |                                                                  |                                      |                                                                      | |  |  |

| 2 de junio de 2023 Partido 2 | Universidad de Concepción                                         | 86–75 (Series: 1-1)                   | Las Ánimas                                                           | Concepción |  |  |
| 20:30                        | Parciales: 24-18, 14-18, 20-24, 28-15                             | Parciales: 24-18, 14-18, 20-24, 28-15 | Parciales: 24-18, 14-18, 20-24, 28-15                                | |  |  |
|                              | Estadísticas M. Bowman 24 M. Bowman 16 S. Carrasco 7 M. Bowman 26 | Reporte Pts Reb Asts Val              | Estadísticas 28 C. Amicucci 14 A. Louis 10 A. Vergara 36 C. Amicucci | Pabellón: Casa del Deporte Árbitros: Mariajesus González (CR) Mauricio Silva (1) Pablo Mardones (2) Televisión: CDO Premium lnbchile.tv |  |  |
| Serie empatada, 1-1.         |                                                                   |                                       |                                                                      | |  |  |
|                              |                                                                   |                                       |                                                                      | |  |  |

| 5 de junio de 2023 Partido 3 | Las Ánimas                                                         | 68–97 (Series: 1-2)                  | Universidad de Concepción                                            | Valdivia |  |  |
| 20:30                        | Parciales: 25-23, 22-23, 16-26, 5-25                               | Parciales: 25-23, 22-23, 16-26, 5-25 | Parciales: 25-23, 22-23, 16-26, 5-25                                 | |  |  |
|                              | Estadísticas N. de los Santos 17 A. Louis 8 A. Vergara 4 D. Low 21 | Reporte Pts Reb Asts Val             | Estadísticas 26 S. Carrasco 7 J. Evans 13 S. Carrasco 35 S. Carrasco | Pabellón: Coliseo Municipal de Valdivia Asistencia: 1600 espectadores Árbitros: Raúl Aguilar (CR) Christian Epoz (1) Brayan Castro (2) Televisión: CDO Premium lnbchile.tv |  |  |
| UdeC lidera la serie, 2-1.   |                                                                    |                                      |                                                                      | |  |  |
|                              |                                                                    |                                      |                                                                      | |  |  |

| 6 de junio de 2023 Partido 4 | Las Ánimas                                                     | 81–90 (Series: 1-3)                   | Universidad de Concepción                                         | Valdivia |  |  |
| 20:30                        | Parciales: 18-21, 25-18, 20-25, 18-26                          | Parciales: 18-21, 25-18, 20-25, 18-26 | Parciales: 18-21, 25-18, 20-25, 18-26                             | |  |  |
|                              | Estadísticas A. Louis 24 C. Amicucci 9 D. Low 4 C. Amicucci 24 | Reporte Pts Reb Asts Val              | Estadísticas 26 M. Bowman 10 C. Milano 7 S. Carrasco 27 C. Milano | Pabellón: Coliseo Municipal de Valdivia Árbitros: Felipe Ibarra (CR) Carla Vargas (1) Álvaro Tudela (2) Televisión: CDO Premium lnbchile.tv |  |  |
| UdeC gana la serie, 3-1.     |                                                                |                                       |                                                                   | |  |  |
|                              |                                                                |                                       |                                                                   | |  |  |

### 2Colegio Los Leones vs4CD Valdivia
| 3 de junio de 2023 Partido 1 | Colegio Los Leones                                             | 75–70 (Series: 1-0)                   | CD Valdivia                                                           | Quilpué |  |  |
| 20:30                        | Parciales: 25-19, 16-17, 23-13, 11-21                          | Parciales: 25-19, 16-17, 23-13, 11-21 | Parciales: 25-19, 16-17, 23-13, 11-21                                 | |  |  |
|                              | Estadísticas J. Fuller 20 J. Fuller 12 I. Carrion 3 E. Holt 21 | Reporte Pts Reb Asts Val              | Estadísticas 27 R. Johnson 13 R. Johnson 2 J. del Solar 32 R. Johnson | Pabellón: El Cubil Asistencia: 600 espectadores Árbitros: Raul Aguilar (CR) Christian Espoz (1) Alex Morales (2) Televisión: CDO Premium lnbchile.tv |  |  |
| Leones lidera la serie, 1-0  |                                                                |                                       |                                                                       | |  |  |
|                              |                                                                |                                       |                                                                       | |  |  |

| 4 de junio de 2023 Partido 2 | Colegio Los Leones                                               | 79–61 (Series: 2-0)                   | CD Valdivia                                                         | Quilpué |  |  |
| 20:30                        | Parciales: 20-13, 20-21, 23-14, 16-13                            | Parciales: 20-13, 20-21, 23-14, 16-13 | Parciales: 20-13, 20-21, 23-14, 16-13                               | |  |  |
|                              | Estadísticas M. Kennedy 18 M. Kennedy 12 B. Amor 3 M. Kennedy 27 | Reporte Pts Reb Asts Val              | Estadísticas 17 N. Ferreyra 15 R. Johnson 3 J. Rivero 18 R. Johnson | Pabellón: El Cubil Árbitros: Claudio Osorio (CR) Carla Varas (1) Álvaro Tudela (2) Televisión: CDO Premium lnbchile.tv |  |  |
| Leones lidera la serie, 2-0  |                                                                  |                                       |                                                                     | |  |  |
|                              |                                                                  |                                       |                                                                     | |  |  |

| 7 de junio de 2023 Partido 3 | CD Valdivia                                                           | 92–74 (Series: 1-2)                   | Colegio Los Leones                                        | Valdivia |  |  |
| 20:30                        | Parciales: 22-16, 24-26, 28-19, 18-13                                 | Parciales: 22-16, 24-26, 28-19, 18-13 | Parciales: 22-16, 24-26, 28-19, 18-13                     | |  |  |
|                              | Estadísticas R. Johnson 39 R. Johnson 16 N. Ferreyra 12 R. Johnson 49 | Reporte Pts Reb Asts Val              | Estadísticas 17 D. Jones 8 E. Holt 6 D. Jones 18 D. Jones | Pabellón: Coliseo Municipal de Valdivia Asistencia: 3000 espectadores Árbitros: Christian Epoz (CR) Carla Vargas (1) Eric Navarrete (2) Televisión: CDO Premium lnbchile.tv |  |  |
| Leones lidera la serie, 2-1. |                                                                       |                                       |                                                           | |  |  |
|                              |                                                                       |                                       |                                                           | |  |  |

| 8 de junio de 2023 Partido 4 | CD Valdivia                                                        | 84–94 (Series: 1-3)                   | Colegio Los Leones                                        | Valdivia |  |  |
| 20:30                        | Parciales: 19-16, 16-21, 22-36, 27-21                              | Parciales: 19-16, 16-21, 22-36, 27-21 | Parciales: 19-16, 16-21, 22-36, 27-21                     | |  |  |
|                              | Estadísticas R. Johnson 21 R. Johnson 12 M. Ugalde 4 R. Johnson 25 | Reporte Pts Reb Asts Val              | Estadísticas 22 E. Holt 7 E. Holt 7 M. Kennedy 25 E. Holt | Pabellón: Coliseo Municipal de Valdivia Asistencia: 3000 espectadores Árbitros: Raúl Aguilar (CR) Mariajesús González (1) Rodrigo Oliveros (2) Televisión: CDO Premium lnbchile.tv |  |  |
| Leones gana la serie, 3-1.   |                                                                    |                                       |                                                           | |  |  |
|                              |                                                                    |                                       |                                                           | |  |  |

## Finales

### 1Universidad de Concepción vs2Colegio Los Leones
| 1 de julio de 2023 Partido 1 | Universidad de Concepción                                           | 85–65 (Series: 1-0)                   | Colegio Los Leones                                              | Concepción |  |  |
| 20:00                        | Parciales: 19-17, 20-18, 30-15, 16-15                               | Parciales: 19-17, 20-18, 30-15, 16-15 | Parciales: 19-17, 20-18, 30-15, 16-15                           | |  |  |
|                              | Estadísticas B. Walters 21 J. Evans 13 S. Carrasco 8 S. Carrasco 21 | Reporte Pts Reb Asts Val              | Estadísticas 15 M. Kennedy 7 M. Kennedy 4 B. Amor 19 M. Kennedy | Pabellón: Casa del Deporte Árbitros: Sebastián Negrón (CR) Enzo Fernández (1) Brayan Castro (2) Televisión: CDO Premium lnbchile.tv |  |  |
| UdeC lidera la serie, 1-0    |                                                                     |                                       |                                                                 | |  |  |
|                              |                                                                     |                                       |                                                                 | |  |  |

| 2 de julio de 2023 Partido 2 | Universidad de Concepción                                        | 86–88 (Series: 1-1)                   | Colegio Los Leones                                                  | Concepción |  |  |
| 20:00                        | Parciales: 20-26, 29-23, 12-20, 25-19                            | Parciales: 20-26, 29-23, 12-20, 25-19 | Parciales: 20-26, 29-23, 12-20, 25-19                               | |  |  |
|                              | Estadísticas C. Milano 22 J. Evans 13 S. Carrasco 5 C. Milano 23 | Reporte Pts Reb Asts Val              | Estadísticas 21 M. Kennedy 10 M. Kennedy 10 J. Fuller 28 M. Kennedy | Pabellón: Casa del Deporte Asistencia: 1700 espectadores Árbitros: Claudio Osorio (CR) Raúl Aguilar (1) Cristián Epoz (2) Televisión: CDO Premium lnbchile.tv |  |  |
| Serie empatada, 1-1.         |                                                                  |                                       |                                                                     | |  |  |
|                              |                                                                  |                                       |                                                                     | |  |  |

| 8 de julio de 2023 Partido 3 | Colegio Los Leones                                              | 64–73 (Series: 1-2)                   | Universidad de Concepción                                          | Quilpué |  |  |
| 20:00                        | Parciales: 15-22, 19-18, 12-19, 18-14                           | Parciales: 15-22, 19-18, 12-19, 18-14 | Parciales: 15-22, 19-18, 12-19, 18-14                              | |  |  |
|                              | Estadísticas D. Jones 17 M. Kennedy 9 J. Fuller 4 M. Kennedy 16 | Reporte Pts Reb Asts Val              | Estadísticas 18 E. Arteaga 17 C. Milano 9 S. Carrasco 31 C. Milano | Pabellón: El Cubil Felino Árbitros: Sebastián Negrón (CR) Mariajesús González (1) Mauricio Silva (2) Televisión: CDO Premium lnbchile.tv |  |  |
| UdeC lidera la serie, 2-1    |                                                                 |                                       |                                                                    | |  |  |
|                              |                                                                 |                                       |                                                                    | |  |  |

| 9 de julio de 2023 Partido 4 | Colegio Los Leones                                               | 74–88 (Series: 1-3)                   | Universidad de Concepción                                         | Quilpué |  |  |
| 20:00                        | Parciales: 17-21, 17-23, 29-21, 11-23                            | Parciales: 17-21, 17-23, 29-21, 11-23 | Parciales: 17-21, 17-23, 29-21, 11-23                             | |  |  |
|                              | Estadísticas M. Kennedy 21 M. Kennedy 9 D. Jones 5 M. Kennedy 24 | Reporte Pts Reb Asts Val              | Estadísticas 18 S. Carrasco 15 C. Milano 5 C. Milano 25 C. Milano | Pabellón: El Cubil Árbitros: Raúl Aguilar (CR) Miguel Bravo (1) Eric Navarrete (2) Televisión: CDO Premium lnbchile.tv |  |  |
| UdeC lidera la serie, 3-1    |                                                                  |                                       |                                                                   | |  |  |
|                              |                                                                  |                                       |                                                                   | |  |  |

| 15 de julio de 2023 Partido 5     | Universidad de Concepción                                   | 74–72 (Series: 4-1)                  | Colegio Los Leones                                         | Concepción |  |  |
| 20:00                             | Parciales: 30-17, 18-23, 19-16, 7-16                        | Parciales: 30-17, 18-23, 19-16, 7-16 | Parciales: 30-17, 18-23, 19-16, 7-16                       | |  |  |
|                                   | Estadísticas J. Evans 19 J. Evans 11 D. Silva 6 J. Evans 28 | Reporte Pts Reb Asts Val             | Estadísticas 20 D. Jones 12 B. Amor 4 D. Jones 20 D. Jones | Pabellón: Casa del Deporte Asistencia: 2000 espectadores Árbitros: Raúl Aguilar (CR) Claudio Osorio (1) Enzo Fernández (2) Televisión: CDO Premium lnbchile.tv |  |  |
| UdeC gana la serie y la Liga, 4-1 |                                                             |                                      |                                                            | |  |  |
|                                   |                                                             |                                      |                                                            | |  |  |

## Campeón
|                                       |
| Universidad de Concepción 3.er título |

## Liga de Campeones
| Equipo                    | Vía                |
| ------------------------- | ------------------ |
| Universidad de Concepción | Campeón de la Liga |

## Liga Sudamericana
| Equipo             | Vía                   |
| ------------------ | --------------------- |
| Colegio Los Leones | Subcampeón de la Liga |

## Líderes en temporada regular

### Puntos[10]
|   | Jugador                 | Equipo           | PJ | TC%  | PPP  |
| - | ----------------------- | ---------------- | -- | ---- | ---- |
| 1 | Stephen Maxwell         | Ancud            | 24 | 65,4 | 25,6 |
| 2 | Giann Caraboni          | TSF              | 24 | 41,2 | 23,4 |
| 3 | Christopher Perry       | Santiago Morning | 25 | 55,5 | 21,7 |
| 4 | Dennis Mc Kinney        | Puente Alto      | 25 | 48,3 | 21,6 |
| 5 | Emmanuel Payton-Clottey | UC               | 25 | 45,9 | 21,5 |

- PJ: Partidos jugados
- TC%: Porcentaje de tiro de campo
- PPP: Puntos por partido

### Rebotes[11]
|   | Jugador               | Equipo           | PJ | RPP  | ROPP | RDPP |
| - | --------------------- | ---------------- | -- | ---- | ---- | ---- |
| 1 | Christopher Perry     | Santiago Morning | 25 | 14,5 | 3,8  | 10,6 |
| 2 | Cristian Amicucci     | Las Ánimas       | 26 | 12,2 | 3,0  | 9,2  |
| 3 | Joshua Morris         | CEB Puerto Montt | 24 | 11,9 | 4,0  | 7,9  |
| 4 | Marquez Letcher-Ellis | Puente Alto      | 26 | 11,8 | 2,9  | 8,9  |
| 5 | Davon Haynes          | Español de Talca | 18 | 11,6 | 3,7  | 7,9  |

- PJ: Partidos jugados
- RPP: Rebotes por partido
- ROPP: Rebotes ofensivos por partido
- RDPP: Rebotes defensivos por partido

### Asistencias[12]
|   | Jugador              | Equipo            | PJ | APP |
| - | -------------------- | ----------------- | -- | --- |
| 1 | Rodrigo Gallegos     | Ancud             | 26 | 6,5 |
| 2 | Christian Schoppler  | Las Ánimas        | 24 | 6,0 |
| 3 | Erik Carrasco        | Puente Alto       | 16 | 5,4 |
| 4 | Nicolás Zurschmitten | Español de Osorno | 23 | 5,2 |
| 5 | Camilo Torres        | CEB Puerto Montt  | 23 | 4,6 |

- PJ: Partidos Jugados
- APP: Asistencias por partido

### Robos[13]
|   | Jugador          | Equipo     | PJ | RT | RPP |
| - | ---------------- | ---------- | -- | -- | --- |
| 1 | Eugenio Luzcando | UdeC       | 26 | 66 | 2,5 |
| 2 | Rodrigo Gallegos | Ancud      | 26 | 56 | 2,2 |
| 3 | Felipe González  | TSF        | 26 | 48 | 1,8 |
| 4 | Barham Amor      | Los Leones | 25 | 43 | 1,7 |
| 5 | Markus Kennedy   | Los Leones | 24 | 42 | 1,8 |

- PJ: Partidos Jugados
- RT: Robos Totales
- RPP: Robos por partido

### Tapones[14]
|   | Jugador               | Equipo           | PJ | TT  | TPP |
| - | --------------------- | ---------------- | -- | --- | --- |
| 1 | Bryan Carabalí        | Deportes Castro  | 26 | 108 | 4,2 |
| 2 | Marquez Letcher-Ellis | Puente Alto      | 26 | 73  | 2,8 |
| 3 | Christopher Perry     | Santiago Morning | 25 | 36  | 1,4 |
| 4 | Roquez Johnson        | CDV              | 25 | 25  | 1,7 |
| 5 | Joshua Morris         | CEB Puerto Montt | 24 | 22  | 0,9 |

- PJ: Partidos Jugados
- TT: Tapas Totales
- TPP: Tapas por partido

| Predecesor: LNB 2022 | Liga UNO 2023 | Sucesor: Liga UNO 2024 |